# Byrrhidium namaquensis
Byrrhidium namaquensis là một loài bọ cánh cứng trong họ Bọ hung (Scarabaeidae).